# Marija Šerifović
Marija Šerifović, cyr. Марија Шерифовић (ur. 14 listopada 1984 w Kragujevacu) – serbska piosenkarka. Zwyciężczyni 52. Konkursu Piosenki Eurowizji (2007).

## Życiorys

### Rodzina i edukacja
Urodziła się w Kragujewcu. Jest córką piosenkarki folkowej Vericy Šerifović i perkusisty Rajko Šerifovicia. Jej ojciec, mający ojca muzułmanina i prawosławną matkę, porzucił rodzinę niedługo przed narodzinami Mariji, a jej matka czterokrotnie poroniła, zanim urodziła córkę. Marija z innych związków ojca ma dwóch przyrodnich braci: Dušana (zm. 2013) i Danijela (ur. 1985).
Ukończyła szkołę muzyczną w Belgradzie.

### Kariera muzyczna
W 2003 wydała debiutancki album studyjny pt. Naj-Najbolja, a trzy lata później – płytę pt. Bez ljubavi.

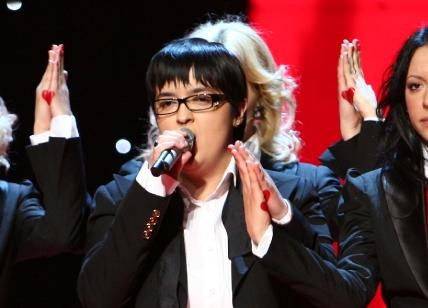
Šerifović w 52. Konkursie Piosenki Eurowizji w Helsinkach (2007)

W 2007 z utworem „Molitva” zwyciężyła w programie Beovizija 2007, dzięki czemu została ogłoszona reprezentantką Serbii w 52. Konkursie Piosenki Eurowizji w Helsinkach. 13 maja zwyciężyła w finale konkursu. Również w 2007 wydała swój pierwszy w karierze album kompilacyjny pt. Molitva (The Best Of).
Do końca dekady wydała jeszcze dwa albumy studyjne: Nisam anđeo (2008) i Anđeo (2009) oraz składankę przebojów pt. Platinum Collection (2010). W maju 2012 wystąpiła jako gość muzyczny w drugim półfinale 57. Konkursu Piosenki Eurowizji w Baku. 27 listopada 2013 premierę miał film dokumentalny Ispovest o jej życiu i twórczości. W maju 2014 wydała album pt. Hrabro. W 2015 nagrała utwór „Ne spominji ljubav” w duecie z Adilem Maksutoviciem. 16 maja 2020 wystąpiła w koncercie Światło dla Europy.

### Życie prywatne
Jest lesbijką.

## Dyskografia
Albumy studyjne
- Naj, najbolja (2003)
- Bez ljubavi (2006)
- Nisam anđeo (2008)
- Anđeo (2009)
- Hrabro (2014)